# AS–202 (Apollo–3)
Az AS–202 (Apollo–Saturn–202) az amerikai Apollo-program harmadik ember nélküli (teszt)repülése űrhajósok nélkül. Ennek keretében szuborbitális pályán kipróbálták a Saturn IB hordozórakétát és az Apollo űrhajót, és kiküszöbölték az első, hasonló tesztrepülésen felmerült hibákat.
Az Egyesült Államok 1961-ben elhatározta és bejelentette, hogy embert juttat a Holdra. Tette ezt azért, mert nyilvánvalóan lemaradt a Szovjetunió mögött a világűr meghódításában és kellett egy bombasztikus űrprogram, amely a szovjet sikereket semmissé tették. A cél elérése érdekében életre hívtak egy tervet, amely alapján lépésről-lépésre kifejlesztették az eljárásokat és eszközöket, majd tesztrepüléseken kipróbálták őket, végül élesben végrehajtották a Holdra szállást. A program 1966-ban lépett a kipróbálási fázisba, amelynek során az újonnan fejlesztett Saturn rakétát és Apollo űrhajót próbálhatták ki, hogy az majdan alkalmas lesz-e eljutni a Holdra.
A próbafolyamat első lépése az űrhajó képességeinek igazolása volt még emberek nélkül, automata üzemmódban. Ebből a célból végezték el az AS–201 tesztrepülést, amely azonban nem járt teljes sikerrel és szükség volt egy újabb próbára. Az újabb próba kissé összetettebb volt: hosszabb ideig tartott, teljes értékű űrhajót kapott és összetettebb manővereket írtak elő számára (kiküszöbölvén az előző, sikertelen repülés hibáit. A késedelmek miatt közben a NASA elhatározta, hogy előrébb hozza a sorban később következő AS–203-as tesztrepülést és a két repülés helyet cserél.
A tesztrepülés startjára 1966. augusztus 25-én került sor, amikor is 13:15-kor a Saturn IB elstartolt Cape Kennedy LC-34-es indítóállásáról. Az első rakétafokozat tökéletesen teljesített, majd a leválása után (amelyet kamerákkal figyeltek meg) az S–IVB tovább gyorsított. A repülést szuborbitálisra tervezték, ezért pályára állás előtt leállították a hajtóműveket. Az űrhajó leválásával kezdődhettek az igazi tesztek, a CSM SPS hajtóművével. Összesen négy hajtóműindítással próbálták ki az űrhajó főhajtóművét, így igazolva a rakétahajtómű képességét az újraindíthatóságra. A hajtómű indításokkal óriási sebességre gyorsították az űrhajót, így teremtve meg a feltételeket a hőpajzs kipróbálására is. A próbákat maradéktalanul teljesítve az űrhajó végül háromnegyed fordulatnyit repülve a Wake-sziget mellett szállt le a Csendes-óceánon, ahol a USS Hornet anyahajó emelte ki a tengerből.

## Előzmények
Az 1950-es és 1960-as évek hidegháborújában a világ két szuperhatalma között elindult az űrverseny egy speciális versengés, egyfajta önálló technológiai erőpróba, amely addig ismeretlen színtéren folyt, hogy egymás előtt – és a világ többi részének közvéleménye előtt – bizonyítsák melyik állam (és egyben világrend képes végrehajtani olyan teljesítményeket, amelyek egyrészt a létező legmagasabb csúcstechnológiát képviselték, másrészt megelőztek velük mindenkit. Ebben a versenyben kezdetben a Szovjetunió járt elöl, az USA pedig kétségbeesetten próbálta utolérni a szovjet teljesítményeket. Ennek folyományaként állították fel a NASA-t amerikai oldalon, majd a sorozatos kudarcélmények hatására határozták el – és hirdette ki John F. Kennedy –, hogy embert juttatnak a Holdra. Ez elhomályosította volna a szovjetek addigi összes teljesítményét azzal, hogy egy elképzelhetetlen projekt végrehajtásával törtek volna előre.
A mérhetetlenül nagynak tűnő feladatot a NASA kapta, amelynek keretein belül több lépcsőben ki is dolgozták a Hold elérésének elvi módszerét. A fejlődési lépcsők során előbb az ún. direkt leszállás módszerét vették elő a korábbi tanulmányok közül, amelyet elég hamar – annak gyakorlati megvalósíthatatlansága miatt – felváltott az ún. EOR (Earth Orbit Rendezvous – Randevú Föld körüli pályán) módszer, végül pedig – egy 1914-es forradalmi megoldás újra felmerülése nyomán – lefektették az ún. LOR (Lunar Orbit Rendezvous – Hold körüli pályán végrehajtott randevú) koncepcióját. Az elgondolások között a felküldendő tömeg volt a döntő tényező. Az első esetében egy óriási tömegű rakéta szállt volna fel a Földről, majd eljutván a Holdhoz le a holdfelszínre majd dolga végeztével vissza újra a Földre, amelynek magával kellett volna cipelnie mindent: a Földről való felszálláshoz szükséges rakétát, űrhajót, hajtóanyagot, majd a holdi leszálláshoz és az onnan való felszálláshoz szükséges ugyanilyen eszközöket és erőforrásokat is. A második elképzelés már annyit enyhített ezen, hogy a gigantikus feljuttatandó tömeget több „csomagban” juttatta volna fel Föld körüli pályára, ahol összedokkolgatva őket indulhatott volna a Holdra a még mindig ugyanakkora űrszerelvény. Ez a megoldás is azzal járt volna, hogy visszafelé egy akkora űrszerelvény startolt volna a holdfelszínről, mint a Mercury program rakéta-űrhajó rendszerei, amelyhez egy hatalmas indítóállásra és százas nagyságrendű személyzetre volt szükséges itt a Földön is, szemben a holdi nulla kiszolgáló infrastruktúrával. A harmadik pedig azt a forradalmi újítást hozta el, hogy két külön űrhajót vizionált, egyet amelyikben a holdutazók eljutnak a Holdig, majd vissza a Földre és egy másikat, amelyet csak a holdi leszállásra és felszállásra használnak. Ezzel meg lehetett takarítani azt a jelentős tömeget, amely a hazajutáshoz szükséges hajtóanyag kényszerű Holdra juttatásával, majd onnan való felszállításával járt volna. Ez utóbbi koncepció kijelölte a fejlesztési irányokat is: kell egy nagyobb és egy kisebb űrhajó, egy anyaűrhajó és egy holdkomp. Egyben ez a terv kijelölte a hasznos tömeg (űrhajók, személyzet, hajtóanyag, készletek stb.) feljuttatásához szükséges hordozóeszközök iránti igény fő paramétereit is, amelyek a kisebb feljuttatandó tömeg miatt értelemszerűen sokkal szerényebbek voltak, mint a korábbi ilyen igények. Sőt a haderőnemek fejlesztései között a tervezőasztalon feküdt is olyan terv (a Saturn rakétaosztály), amelynek paraméterei hasonlóak voltak az igényekhez.
Az általános koncepció birtokában kezdődött a részletes fejlesztés úgy az űrhajókra, mint a rakétákra vonatkozóan. Az egyes szakterületek megkapták az egyes hardver részegységek fejlesztését. Megkezdődött az Apollo űrhajó és a holdkomp tervezése űripari beszállítók – a North American és a Grumman – bevonásával, illetve a hordozórakéták fejlesztése. Utóbbi irányban már nem a nulláról indult a fejlesztés. Wernher von Braun már a koncepció kialakulása előtt elkezdte óriásrakéták fejlesztését. Az egyik ilyen rakéta a Saturn I, illetve később annak továbbfejlesztett változata, a Saturn IB volt, amely kisebb tömeget volt képes feljuttatni, a másik pedig egy valódi óriás a Saturn V volt. A LOR koncepció zsenialitása éppen abban állt, hogy a feljuttatandó tömeg éppen belefért a már fejlesztés alatt levő rakéták kapacitásába. De úgy ennek a rakétának, mint az űrhajóegységeknek végig kellett járnia a fejlesztés különböző lépcsőfokait. Ez a fejlesztés egy sor tesztet foglalt magába, amelyeket egyrészt a gyártóhelyen (pl. különböző statikus hajtóműtesztek), másrészt csak az egyes rakétafokozatok külön kipróbálásával, harmadrészt pedig a Földön lehetett elvégezni. A NASA így ki is dolgozott egy lépcsőzetes, egymásra épülő tervet a tesztek végrehajtásának sorozatára

### Az Apollo űrhajó fejlesztése

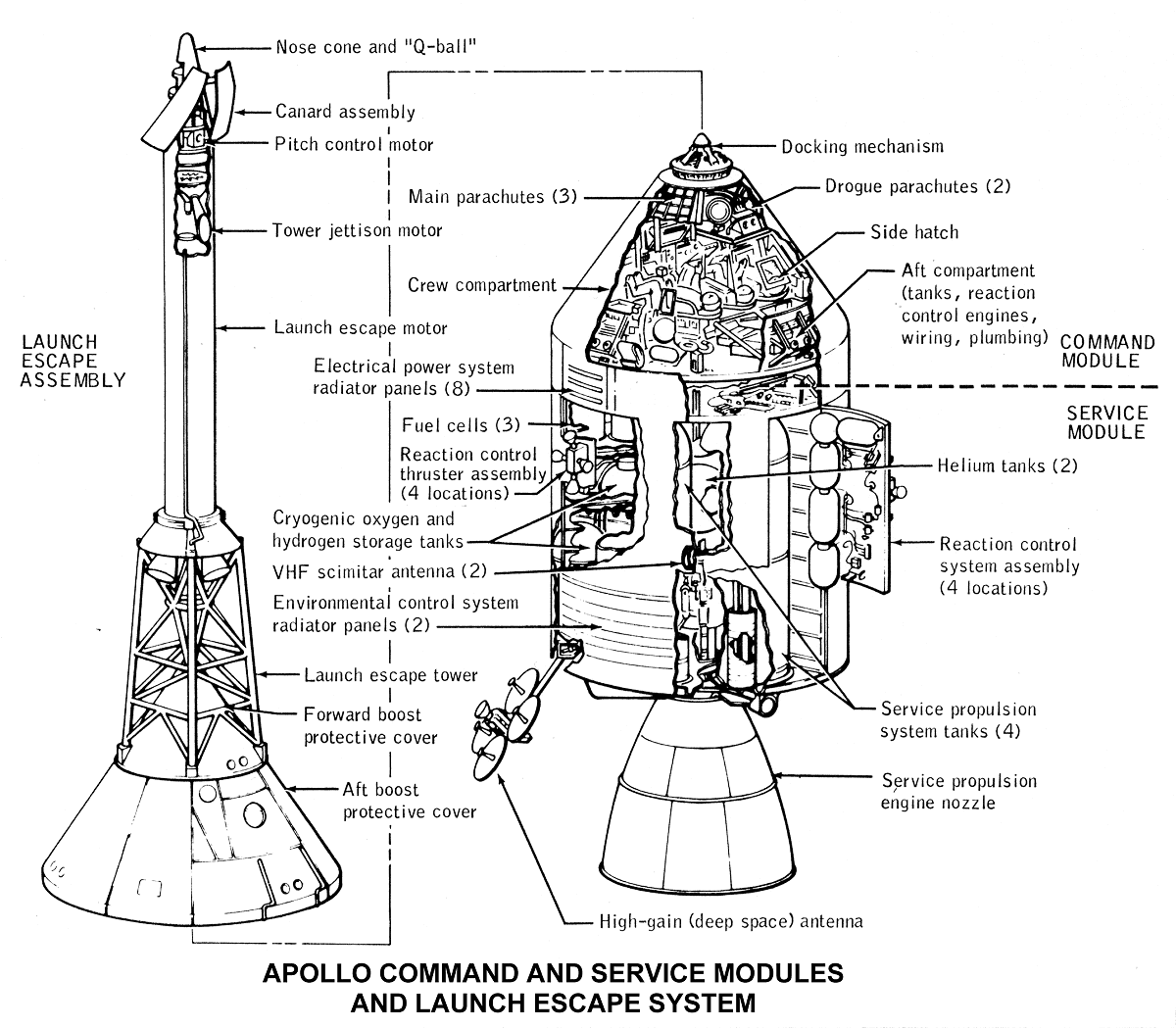
Az Apollo parancsnoki és műszaki egység (CSM) röntgenrajza

A program egyik fő súlyponti kérdése, egyben a legelső tesztek tárgya a Holdat elérni képes űrhajó kifejlesztése volt. Az Apollo űrhajó tervezése rögtön Kennedy elnök bejelentését követően megkezdődött és gyártóként – némileg meglepetésre, lecserélve a bevált McDonnellt – a North Americannel kötött szerződést a NASA. A szerződéskötéskor, azaz a fejlesztések kezdetén még a direkt leszállás koncepciója volt érvényben az űrügynökségen belül, az űrhajó dizájnban semmiféle holdkompról nem volt szó, így a tervezés egyetlen önálló űrhajó irányába indult el, amelynek más űrjárművel nem kell találkoznia és összekapcsolódnia az űrben. Ez változott meg alapjaiban, amikor a NASA új koncepciót nevezett meg a holdra szállás alapjául, immár két űrhajóval és űrbéli dokkolással. A tervezés folyamatában ezért ez a váltás nyomot is hagyott, a már nagy vonalakban megtervezett, de összekapcsolódásra és ilyen konfigurációban való repülésre alkalmatlan verzió tervezését és előállítását időtakarékosságból meghagyták Block I (Első gyártási sorozat) jellel, míg a végleges, teljes tudású változatot Block II néven vitték tovább. Később úgy tervezték, hogy a Block I-gyel repülik az összes tesztet és az emberekkel térnek át a Block II-re.
A dizájnban megtartották a Gemini űrhajó tervezési alapelveit, így az űrhajó egy csonkakúp alakú legénységi kabinból és egy hengeres műszaki egységből állt össze, igaz nagyobb méretekben, mivel eleve a kétfős személyzet háromra bővült az ennek megfelelő ellátmány igénnyel. Az előbbi egységben helyezték el az űrhajósokat, illetve az ő létfenntartásukhoz szükséges berendezéseket, valamint a műszerfalat és a földi leszálláshoz szükséges ejtőernyőházat (valamint a Block II esetén az összekapcsolódáshoz szükséges radart és dokkolószerkezetet), míg a műszaki egység fogadta magába az űrhajó hajtóműveit, az azokhoz szükséges hajtó- és oxidálóanyagot, valamint a létfenntartó rendszer tartályait, valamint az energiaforrásokat. Az űrhajó manőverezését a kor legkorszerűbb számítógépe segítette, magát a helyzetváltoztatást kis, hidrogén-peroxid meghajtású rakétafúvókákkal oldották meg, míg az elektromos energia ellátásról üzemanyagcellák gondoskodtak. Az űrhajó tömege 29–30 tonna közé adódott, hosszas súlycsökkentési programot követően.
A tesztek az eredeti elképzeléseknek megfelelően a Block I változattal kezdődtek meg, majd csak jóval később, 1967 januárjában, az Apollo–1 katasztrófáját követően következett be egy lényegi változás. Ekkor számos tervezési problémát tárt fel a balesetet kivizsgáló bizottság és számos helyen kellett megváltoztatni az űrhajó konstrukcióját, elsősorban a tűzvédelem miatt a belső tér kialakítása, huzalozása és csövezése változott, valamint a mentést megakadályozó kabinajtó áttervezése valósult meg. Ekkor vetették el a Block I verzió további alkalmazását és a továbbiakban csak a végleges, átalakított Block II űrhajók repültek. Az ember nélküli tesztekhez – részben még az Apollo–1 katasztrófáját jóval megelőzően –, vagy a hőpajzs próbáihoz, vagy a Saturn rakétákkal való integrációs tesztekre és végül a teljes kiépítésű Saturn V-tel végzett végső tesztekre továbbra is az elkészült Block I-eket indították. A tűz utáni átalakításokkal csak 1968 nyarára lett kész a North American és ekkor tűzték ki az első felszállást űrhajósokkal a fedélzeten 1968 októberére.

### A Saturn IB fejlesztése

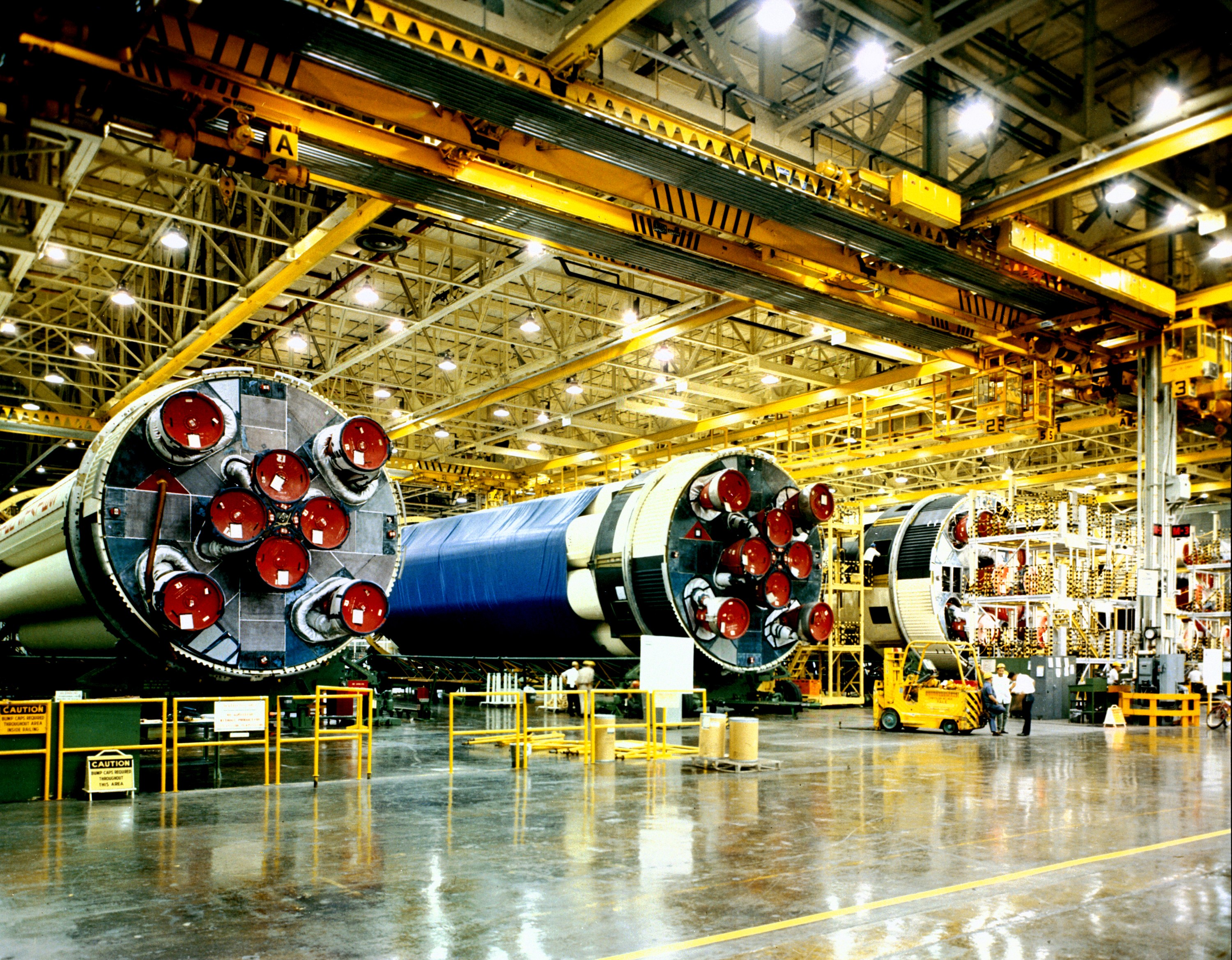
Saturn IB S–IB fokozatok készülnek a Michoud Összeszerelő Üzemben

Az USA rakétafejlesztései a különböző haderőnemeknél szétaprózva folytak, egészen addig, míg Dwight D. Eisenhower elnök össze nem vonta őket a NASA keretein belül. A rakétafejlesztések első számú szempontja a haderő ellátása volt különböző hatótávú ballisztikus rakétákkal, amelyekkel az USA atomhordozó kapacitását elégítették ki, ám az űralkalmazások felé is kacsingattak. Ilyen űralkalmazás volt a Juno–1 rakéta, amelyet a Szputnyik–1-gyel elszenvedett vereség szépségtapaszaként indítottak Föld körüli pályára az Explorer–1 műholddal és amelyet az addig csak afféle stratégiai tartaléknak tartogatott Wernher von Braun és német mérnökcsapata készített. Úgy a katonai, mint az űralkalmazások új, nagyobb teljesítményű eszközöket követeltek meg, ezért a Hadügyminisztérium formálisan is megalapította az ARPA-t 1958. február 8-án, amely első feladatául a rakétafejlesztésekkel kapcsolatos követelmények kidolgozását és a rendelkezésre álló alternatívák összehasonlítását kapta feladatul.
Az ARPA végül a rakétaprogramok közül szelektálva csak a legígéretesebbeknek adott zöld utat és fejlesztési kapacitást. Az akkoriban folyó fejlesztések közül a Jupiter rakéták fejlesztése tartott a legelőrébb, ez mutatkozott egyedül megfelelőnek a 9–18 tonna közötti kiíráshoz. A kiírás alapján a Rocketdyne láthatott neki egy új rakétahajtómű, a H-1 (a későbbi Saturn I és Saturn IB hajtóműve) gyártásához.
Nem sokkal később megalakult a NASA és a rakétaprojekteket összevonták a szervezeten belül a hatékonyság növelése céljából. Az űrügynökségen belül a Saturn Vehicle Evaluate Committee (Saturn jármű kiértékelő bizottság), vagy ismertebb nevén a Silverstein-bizottság értékelte ki, majd szelektálta ki a továbbfejlesztésre érdemes és nem érdemes projekteket. Tette ezt olyan mélységig, hogy az egyes projektek értékes elemeit is kiemelve, szinte Lego-szerűen illesztette össze a rendelkezésre álló eszközökből a lehetségesen (és hatékonyan) fejleszthető rakétákat. Ilyen hatékonyan fejleszthető verzió volt az ARPA Saturn iniciatívája is, amely a Jupiter/Juno rakéták bázisán kifejleszthető új nehézrakéta osztály volt. A rakétacsalád különböző méretű és teljesítményű hordozóeszközökből állt fel. Ezek legkisebbje a C–1 jelű fejlesztési program volt, amelyhez két rakétafokozatot terveztek: egy nyolc darab, fejlesztési fázisban levő Rockedyne H–1 típusú hajtóművet magába foglaló S–I jelű fokozatot, és egy hat darab RL10 Centaur hajtóművet használó S–IB jelű második fokozatot. (Később C–5 jellel egy másik rakétát is kiválasztottak, amelyből később megszületett a Saturn V holdrakéta.) A rakéta kapacitása azonban nem mutatkozott elégségesnek arra a célra amelyre szánták: a Saturn I csak a követelmények alsó szintjét jelentő 9100 kg tolóerő kifejtésére volt képes, míg a vele feljuttatni kívánt Apollo űrhajó üres tömege is 11 900 kg volt, és ebben még nem volt benne a hajtóanyag. A célok maradéktalan teljesítésére továbbfejlesztések váltak szükségessé.
A C–1 projekt később a Saturn I nevet kapta hivatalosan és 1961-65 között összesen 10 repülésen tökéletesítették ki. A továbbfejlesztés nem állt meg és 1966. május 12-én a NASA bemutatta az ún. továbbfejlesztett Saturn I-et, a Saturn IB-t. Ebben tovább tökéletesítették a H–1 hajtóműveket, további kb. 15%-kal nagyobb tolóerőt kinyerve belőle, valamint az S–IV fokozat RL10-eseit egyetlen vadonatúj J–2-esre cserélve (a fokozatot S-IVB-re átnevezve) és a tolóerőt közel megduplázva a feljuttatható tömeget 15 000 kg-ra növelték (ami még később 19 000 kg-ra növekedett és ezzel vagy az Apollo űrhajó, vagy a holdkomp könnyedén feljuttatható lett. Az új rakéta első startját az Apollo program első hivatalos startjaként, mint AS–201 1966. február 26-ra írták ki.

### Közvetlen előzmények

#### AS–201

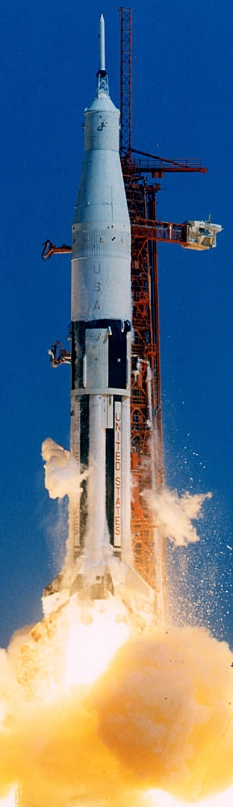
Az AS–201 felszállása

A NASA a tervek szerint kitűzte az elkészült és földi teszteken átesett kisebb Saturn rakéta, valamint a szintén elsőként készre jelentett Apollo űrhajó valós, űrbeli körülmények közötti próbáját. Tette ezt azért mert látniuk kellett a rakéta és űrhajó strukturális integráltságát, valamint az egységek valós működését különös tekintettel a rakéta esetében a meghajtásra és az inerciális navigációs rendszerre, az űrhajónál pedig a létfenntartó rendszerre, a meghajtásra és a visszatéréshez szükséges hőpajzsra. A teszt indítása csak hosszasabb csúszás után vált lehetségessé.
A NASA eleve óvatos volt a teszt kiírásával és csak egy űrugrás során akarta először tesztelni az űrszerelvényét, igaz a felbocsátás, hajtóműtesztek és a légkörbelépés szekvencia ezen a repülési profilon is maximálisan modellezhető volt. A startra 1966. február 26-át tűzték ki (és ehhez képest indult el három nappal korábban a visszaszámlálási folyamat), ám a start 9:00 órás időpontja előtt 3 másodperccel a kompouterek hibát észleltek: a Saturn IB héliumtartályaiban a nyomás a kritikus érték alá csökkent. A startot megszakították, a visszaszámlálási folyamatot visszaállították T-15 percre és leállították. Hosszas vita kezdődött a cape canaverali mérnökök és Wernher von Braun huntsville-i csapata között a megoldásról, amit pontosan nem ismert senki. A hiba valószínű oka vagy valamilyen oxigén szivárgás volt (amelynek helyét töltötte fel a hélium, így fogyhatott a tartályból a tervezettnél gyorsabban), vagy magában a hélium rendszerben volt valamilyen repedés. Megoldásként a huntsville-iek azt ajánlották, hogy emeljék meg a hélium regulátor nyomását és töltsék kissé túl a tartályt. Miután ezt az indítóállás személyzete megtette, a visszaszámlálást 10:57-kor indították újra.
Ezt követően semmilyen rendellenesség nem jött már közbe, így a startra 1966. február 26-án 11:12-kor (16:12 UTC) került sor. A rakéta első fokozata, az S–IB 57 kilométer magasra juttatta az űrszerelvényt, majd rendben levált és az S–IVB gyorsított tovább, egészen 425 kilométer magasságig víve az űrhajót. Itt a rakétafokozat levált és az űrhajó parabolaíven repült tovább, egészen 488 kilométer magasságig. A pálya csúcspontján beindították az űrhajó SPS hajtóművét 184 másodpercre, amellyel az árhajó meredek süllyedésbe ment át. A hajtóműleállás után 10 másodperc szünet következett, majd újra beindították a hajtóművet, hogy igazolják az újraindíthatóság képességét. Az új manőver 10 másodpercig tartott, az űrhajó ekkor 8300 m/s sebességgel repült. Ekkor leválasztották egymásról a parancsnoki egységet és a műszaki egységet, előbbit menetiránynak háttal fordították, hogy a hőpajzsa nézzen előre és kezdje fékezni az űrhajót a leszálláshoz. Az űrhajó végül az űrugrás végén 37 perces repülés után 72 kilométerrel a tervezett leérkezési pont mellett érte el a déli Atlanti-óceán vizét, ahol a USS Boxer repülőgép-hordozó várta és emelte ki a vízből két és fél óra múltán.
A tesztet a NASA alapvetően sikeresnek ítélte, bár három komolyabb hiba is előfordult a rövid repülés alatt. Az első hiba az Apollo űrhajó SPS hajtóművét érintette. A hajtómű csak 80 másodpercig működött megfelelően, majd a nyomás jelentősen csökkent és hélium jutott az égéstérbe (normál esetben ott ennek agáznak nem lett volna szabad jelen lennie, az csak a hajtóanyagtartályt töltötte volna fel, ahogy a hajtóanyag kifogyott belőle, ám mégis bejutott a fő hajtóanyag áramba. A hibát az okozta, hogy valahol törés keletkezett az oxidálóanyag rendszerében, amelyen át a hélium bejutott a rendszerbe.A másik hiba az elektromos rendszerben keletkezett, amelynek nyomán a kormányrendszer bénult meg a visszatérés során és a visszatérés során az űrhajó pörögve tért vissza a légkörbe. Harmadikként pedig egy rövidzárlat következtében elvesztek a visszatérés során rögzített mérési eredmények. Az utóbbi két hiba egyértelműen vezetékezési hiba volt, amelyek könnyen javíthatók voltak.

#### AS–203

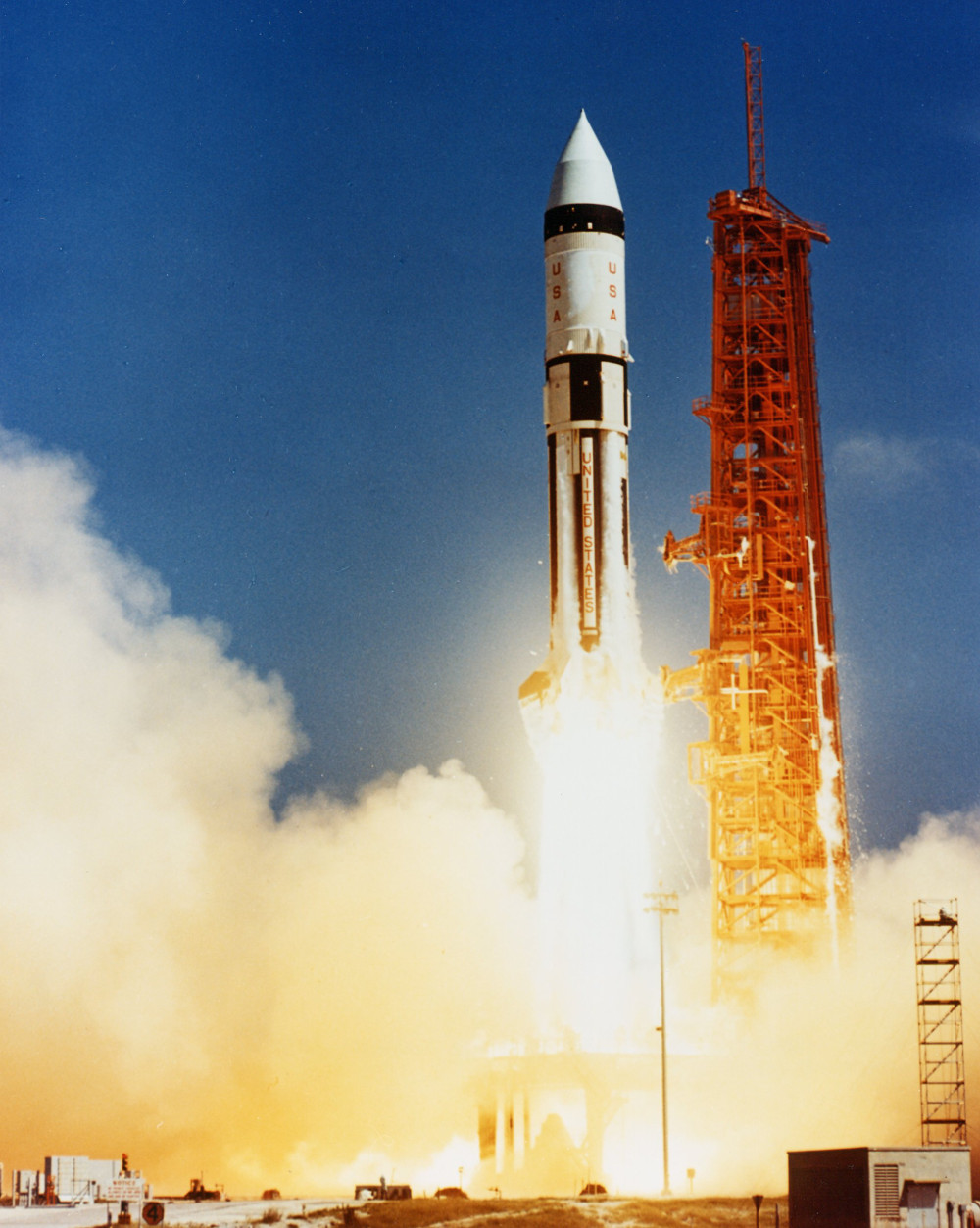
Az AS–203 felszállása Cape Kennedy-ről, 1966. július 5-én

A tesztek sorozatában volt egy olyan próba, amely ugyan nem illett az eleve lefektetett sorozatba, ám alapvetően szükséges volt. Az újonnan fejlesztett űrhajó és rakéta kipróbálásán kívül egy fontos ismeretlen igazolására is szükség volt: a mérnököknek nem voltak ismereteik arra vonatkozóan, hogy a hajtóanyag hogyan viselkedik a rakéta tartályában a súlytalanság körülményei között. Márpedig a Holdra küldött Saturn rakéták repülési profiljában éppen volt egy ilyen mozzanat, amikor a Föld körüli pályára állás után és a Hold irányú gyújtás előtt (azaz a rakéta újraindítása előtt) kicsit több mint két órát repült az S-IVB és ez idő alatt a hajtóanyag ismeretlen módon viselkedhetett.
A sorban ez előtt a próba előtt következő AS–202-es repülés késedelmeket szenvedett, ezért felmerült, hogy a két repülés helyet cseréljen. Mivel az AS–203-hoz semmilyen hátráltató körülmény nem társult, ezért a cserét hamarosan hivatalossá is tették, így a repülési sorrendet jelképező kisebb sorozatszámú repülés később következett el, míg a nagyobb sorszámú repülés előbb került be a repülési tervbe. Emellett másodlagos kísérletként a rakéta irányításáért felelős IU egység kipróbálását is célul tűzték ki.
A tesztrepülésre 1966. július 5-t tűzték ki. Aznap a start problémásan indult. A kitűzött időpont (/:45 – 13:45 UTC –) eljöttekor starthalasztást kellett elrendelnie. A teszt fő célkitűzését, az üzemanyag viselkedését figyelő két kamera közül az egyik felmondta a szolgálatot, majd a Bermuda-szigeteken levő követőradar is elromlott, amely miatt starthalasztást kellett elrendelni. Amikor ezeket a problémákat elhárították – a radart megjavították, a kamerát viszont nem, az irányítás úgy döntött, hogy egy kamerával is elindítják a repülést –, 1:53:17 (15:153:17 UTC) útjára indították a rakétát.
A Saturn IB rendben felszállt Cape Canaveralról. A mérnökök kíváncsiak voltak a fokozatleválasztásokra is, ezért a rakétára ebből a célból két további kamerát rögzítettek, amelyek felvették a repülés ezen pillanatait is, igaz csak az egyiket sikerült kihalászni az Atlanti-óceánból. A rakéta hasznos terhet nem hordozván – tökéletesen közel körpályára állt és a későbbi repülésekhez hasonlóan jókora mennyiségű – 8633 kg hajtóanyag maradt a tartályaiban. Ennek a viselkedését kezdte vizsgálni az irányítás, ahogy az S–IVB keringeni kezdett a Föld körül és a súlytalanság állapotába került. A hajtóanyag viselkedéses a vártak szerint alakult. Egyúttal elvégezték a hajtóművek szimulált újraindítását is, amelyet követően a teszt teljes sikerrel ért véget.

#### Tervek, előkészületek
Az elkövetkezendő Apollo tesztrepülésnek kettős célt jelöltek ki a tervezők: egyrészt eredetileg az első ember vezette repülés előtt még egyszer részletesen le akarták tesztelni az Apollo űrhajó rendszereit, másrészt az előző AS–201-es repülés részbeni sikertelensége miatt az akkor nem, vagy rosszul működő rendszerek is új próbát tettek szükségessé. Ezeket a célokat újra egy szuborbitális űrugrás keretében kívánták letesztelni, amelyet azonban jóval hosszabbra, az előző 37 perces repülés helyett 93 percesre (nagyjából háromnegyed Föld körüli fordulatosra) terveztek.
Az AS–203 sokkal „készebb” Block I sorozatú űrhajót kapott. Míg az első repülés parancsnoki egysége egy sor rendszert nélkülözött, amely egy emberes repüléshez szükségeltetett – és amelyek a teszt céljai miatt sem voltak szükségesek –, ezúttal egy kis híján teljes értékű űrhajót a CSM–011-est választották ki a repüléshez. Ebbe mindössze a három ülést és pár a legénységet szolgáló felszerelést és a leszállás utáni átszellőztető rendszert nem szerelték be. Az űrhajóba beszereltek egy elektromechanikus rendszert, amely vezérelhette a kipróbálandó rendszerek tesztjeit. Ugyancsak beszereltek négy kamerát is, valamint három külön akkumulátort is, amelyek további elektromos energiát szolgáltattak a próbákhoz. Első alkalommal próbálták ki Apollo űrhajóban az üzemanyagcellákat is (az AS–201-en, még akkumulátorokkal oldották meg az áramellátást).
A repülési profilba is különböző manővereket illesztettek be. Egyrészt az S–IVB-nél ugyanazt a műveletet tervezték beiktatni, mint az első tesztnél: a fokozat tervezési filozófiájába tartozott a cseppfolyós oxigén és hidrogén tartályainak közös tartályfenék és ennek teherbírását tesztelték. Ennek érdekében nyomáskülönbséget teremtettek a két tartályban és figyelték, hogy ez mikor repeszi meg ezt a közös részegséget. Az űrhajó repülésébe is különleges lépéseket illesztettek be. Az S–IVB-ről való leválasztás után az űrhajó SPS hajtóművét beindították 215 másodpercre, ezzel a pályamagasságot 1136 kilométerre emelték. Egyrészt az SPS hajtómű kudarca miatt, másrészt a hőpajzs kipróbálásához szükséges minél nagyobb sebesség elérése miatt a hajtómű többszöri újraindítására volt szükség. Ezért 25 perccel a pálya csúcspontjának elérése után ismét begyújtották az SPS-t, ezúttal 88 másodpercre, majd később, gyors egymás utániban még kétszer megtették ugyanezt (amellyel a hajtómű gyors újraindíthatóságát is kipróbálták).
A hópjzs tesztjének része volt az ún. lépcsőzetes, vagy két lépéses leszállás. Ez azt jelentette, hogy az ereszkedő űrhajó aerodinamikai kialakítása folytán, ha megfelelő szögbe állt, akkor felhajtó erő keletkezett rajta és emelkedni kezdett, amellyel csökkenteni lehetett a hóterhelést a hőpajzson. A próbák ezt a leszállási profilt is tartalmazták.
A közvetlen előkészületek a rakéta és űrhajó komponensek Cape-re érkezésével kezdődtek. Elsőként az S–IVB érkezett az űrközpontba 1966. január 31-én, majd egy hét múltán az S–IB is megérkezett. A rakéta összeszerelése 1966. március 4-én kezdődött az S–IB felállításával az LC–34 indítóállásban (a késedelmek és az AS–203 előrehozatala miatt a másik tesztrepülés előkészületeit áttették az LC–37B-re). Majd a Block I árhajó áprilisi megérkezését követően a készre szerelés is megtörtént, amely egészen júniusig eltartott. A teljes tesztelést követő repülés előtti átvétel 1966. augusztus 11-én történt meg.

## A repülés
A visszaszámlálás 1966. augusztus 24-én kezdődött, ám a folyamatot megzavarta, hogy egy hurrikán volt átvonulóban az Antiguan telepített rádió követőállomás körzetében, valamint számítógépes problémák is felmerültek. A startra végül 1966. augusztus 25-én 13:15:32 -kor (18:15_32 UTC) került sor. Az emelkedő rakéta tökéletesen tette a dolgát, igaz 21 m/s-mal nagyobb sebességre gyorsult a tervezettnél. Az S–IB kiégésekor megtörtént a fokozatleválasztás, amelyet ismét két kamerával figyeltek meg. A két kamera közül végül csak egyet sikerólt megtalálni és kimenteni az Atlanti-óceánból a NASA szakembereinek.
Két perc 49 másodperc múltán a mentőrakéta és az űrhajót védő borítás is levált, majd az S–IVB egészen hét percig gyorsított tovább. A J–2-es hajtómű hét perc 36 másodperc múltán álltak le, 14 másodperccel korábban a tervezettnél. 222 kilométer magasan az űrhajó levált a rakétafokozatról. Az S–IVB továbbrepült egészen 269 kilométeres magasságig és elvégezték rajta a tervezett strukturális tesztet. A csúcsmagasság elérése után 141 másodperccel közvetítette a telemetria a közös tartályfenék összeomlását.
Közben beindították az űrhajó SPS hajtóművét, amellyel 7772 m/s sebességet és 338,4 kilométeres magasságot ért el az űreszköz. Innen meghajtás nélkül repült tovább az űrhajó, elérve az 1143 kilométeres csúcsmagasságot és kezdte meg süllyedését. Az egyetlen rendellenesség, amit észleltek az irányítók, hogy a rádiójel gyengébb volt a vártnál. 24 perc 42 másodperccel a pálya csúcspontja után másodszor is beindították az SPS hajtóművet 457,4 kilométer magasan. A manőver 89,2 másodpercig tartott. kilenc másodperc múltán gyors egymásutánban még két 3,8 másodperces hajtóműindítás következett, a gyors újraindíthatóság tesztelésére. Az utolsó hajtóműindítás a startot követően 1 óra 7 perc 51 másodperccel ért véget, amikor a CSM–011 346 kilométer magasan járt, 8449 km/h sebességre szer téve. Pár másodperc múltán a parancsnoki egység és a műszaki egység is elvált egymástól és már csak a Cm repült tovább a leszállási pont felé.
A leszállóegység 122 kilométer magasan kezdte meg a lépcsőzetes légkörbelépést. Először egészen 64,7 kilométer magasságig süllyedt, majd onnan ismét visszaemelkedett 78,5 kilométeres magasságba, majd innen süllyedt ismét a leszállási pontig. A hőpajzs hőmérséklete mindeközben elérte az 1500 C°-ot, míg a kabin belső hőmérséklete stabilan 21 C° maradt. Végül a kabin 1 óra 33 perc repülés után szállt le a Csendes-óceánra, 805 kilométerre a Wake-szigettől, mintegy 380 kilométerrel elvétve a kijelölt leszállási pontot. A starttól mintegy 10 óra telt el, amikor a USS Hornet anyahajó felvette a fedélzetére.

## Átnevezés
Az Apollo repülések kezdetben az AS–201, AS–202, AS–203...sorozatjelölést vették fel. Az Apollo–1 tragédiája után az űrhajósok özvegyei jelentkeztek a NASA-nál azzal az ötlettel, hogy az AS–204-et nevezzék el Apollo–1 jelölésre. 1967. április 24-én George Mueller, helyettes igazgató a nyilvánosságnak is bejelentette, hogy elfogadva a javaslatot, az „AS–204-et ezentúl az Apollo–1 jelölés illeti, így ez az első Apollo/Saturn repülés – amely egy földi teszt során balesetet szenvedett”. Ez aztán az egész „AS–...” jelölési sorozatot megváltoztatta. Eredetileg három repülés történt előzőleg (AS–201/202/203), amelyből azonban csak az első kettő hordozott Apollo űrhajót, így ezt tekintették a továbbiakban Apollo–2-nek és –3-nak. Majd a soron következő repülés, az AS–501, azaz a Saturn V első, még automata üzemmódban végzett repülése már eleve az Apollo–4 jelölést kapta és a későbbi repülések követték ezt a sort egészen a program Apollo–17-tel történt lezárásáig.

## Lásd még
- Apollo-program
- Saturn IB
- AS–201 (Apollo–2)
- AS–203